# Rivière Reboul
Pour les articles homonymes, voir Reboul.
La rivière Reboul coule dans le territoire non organisé de Rivière-Bonaventure dans la municipalité régionale de comté (MRC) de Bonaventure, dans la région administrative de la Gaspésie-Îles-de-la-Madeleine, au Québec, au Canada. En coulant vers l'Ouest, la rivière Reboul traverse les cantons de Guéguen, de Weir et de Reboul.
La rivière Reboul est un affluent de la rive Est de la rivière Bonaventure laquelle coule vers le Sud pour se déverser sur la rive Nord de la Baie-des-Chaleurs. Cette dernière s'ouvre vers l'Est au golfe du Saint-Laurent.

## Géographie
La rivière Reboul prend sa source de ruisseaux de montagne dans le canton de Guéguen, dans le territoire non organisé de Rivière-Bonaventure.
La source de la rivière Reboul se situe en zone montagneuse à :
- 2,7 km au Nord de la limite du canton de Weir ;
- 5,0 km au Sud-Ouest de la limite du canton de Raudin ;
- 19,1 km à l'Est de la confluence de la rivière Reboul ;
- 50,1 km au Nord-Est de l'embouchure du "Havre de Beaubassin" dans lequel se déverse la rivière Bonaventure.

La rivière Reboul coule vers l'Ouest, plus ou moins en parallèle (du côté Nord) à la rivière Garin. Son principal affluent est la rivière Reboul Nord. À partir de sa source, le cours de la rivière coule dans une vallée encaissée sur 42,2 km surtout en zones forestières, selon les segments suivants :
Cours supérieur de la rivière (segment de 21,4 km)
- 4,4 km vers le Sud-Ouest, dans le canton de Guéguen dans le territoire non organisé de Rivière-Bonaventure, jusqu'à la limite du canton de Weir ;
- 0,5 km vers l'Ouest dans le canton de Weir formant une courbe vers le Sud et en recueillant les eaux de deux ruisseaux, jusqu'à la limite du canton de Guéguen ;
- 2,3 km vers l'Ouest, jusqu'à un ruisseau (venant du Nord) ;
- 0,4 km vers l'Ouest, jusqu'à la confluence d'un ruisseau (venant du Sud) ;
- 6,5 km vers l'Ouest, jusqu'à un ruisseau (venant du Sud) ;
- 6,5 km vers l'Ouest, jusqu'à la limite du canton de Reboul ;
- 0,8 km vers l'Ouest, jusqu'à un ruisseau (venant du Nord).

Cours inférieur de la rivière (segment de 20,8 km)
- 6,6 km vers le Sud-Ouest, jusqu'à la confluence d'un ruisseau (venant du Sud) ;
- 4,9 km vers l'Ouest, puis le Nord, jusqu'à la confluence de la rivière Reboul Nord (venant du Nord-Est) ;
- 9,3 km en serpentant vers l'Ouest en formant une courbe vers le Nord, jusqu'à sa confluence[2].

La rivière Reboul se déverse sur la rive Est de la rivière Bonaventure. La confluence de la rivière Reboul est située à :
- 4,1 km en aval de la confluence de la rivière Bonaventure Ouest ;
- 7,5 km en amont de la limite du canton de Garin ;
- 42,2 km au Nord de l'embouchure du "Havre de Beaubassin" dans lequel se déverse la rivière Bonaventure.

## Toponymie
Le toponyme "rivière Reboul" a été officialisé le 5 décembre 1968 à la Commission de toponymie du Québec.